# Ossinissa justoi
Ossinissa justoi is een spinnensoort uit de familie trilspinnen (Pholcidae). De soort komt voor op de Canarische Eilanden en is de typesoort van het geslacht Ossinissa.